# Nathan Bouts
Nathan Bouts (1997) is een Belgische acteur en zanger. Hij verwierf in 2018 voor het eerst naamsbekendheid met zijn rol in de online serie wtFOCK.

## Carrière
In 2018 kreeg Bouts na een auditie de rol van Jens Stoffels toegewezen in de online reeks wtFOCK. Na deze rol 5 seizoenen gespeeld te hebben stopte de serie in 2021. In 2022 kreeg hij een rol in de Vlaamse horrorfilm FOMO, waarin hij de rol van Toby speelde. Later dat jaar was hij ook te zien in de jongerenserie 2DEZIT.
In 2020 begon hij aan een muziekcarrière en bracht de single Water uit.